# Gatlagollahalli, Koratagere
Gatlagollahalli là một làng thuộc tehsil Koratagere, huyện Tumkur, bang Karnataka, Ấn Độ.